# Краниолария
Краниолария (лат. Craniolaria) — род растений, включённый в семейство Мартиниевые (Martyniaceae). Включает три вида, распространённых в Центральной и Южной Америке.

## Ботаническое описание
Однолетние травянистые растения с заметным корневищем, покрытые липким железистым опушением. Листья сердцевидной формы, дольчатые, располагаются на длинных черешках. Цветки располагаются в небольших кистевидных соцветиях на концах побегов. Чашечка плёнчатая, состоит из продолговатых сросшихся чашелистиков, до 5,5 см длиной. Венчик белого цвета, иногда с желтоватым оттенком, с цилиндрической трубкой до 14 см длиной, слабо двугубый. Тычинки в количестве 4. Завязь одногнёздная. Плоды мясистые, с короткими изогнутыми роговидными отростками. Семена в числе от 4 до 6.

## Ареал
Все представители рода известны в Южной Америке. Типовой вид, Craniolaria annua, также произрастает на острове Пуэрто-Рико.

## Таксономия
|  |                                      |  |                                                       |                                                       |                       |  | ещё 20 семейств (согласно Системе APG II) |            |                               |          |
|  |                                      |  |                                                       |                                                       |                       |  |                                           |            |                               | 2—3 вида |
|  |                                      |  |                                                       | порядок Ясноткоцветные                                |                       |  |                                           |            | род Краниолария (Craniolaria) |          |
|  |                                      |  |                                                       | порядок Ясноткоцветные                                |                       |  |                                           |            | род Краниолария (Craniolaria) |          |
|  | отдел Цветковые, или Покрытосеменные |  |                                                       |                                                       | семейство Мартиниевые |  |                                           |            |                               |          |
|  | отдел Цветковые, или Покрытосеменные |  |                                                       |                                                       |                       |  |                                           |            |                               |          |
|  |                                      |  | ещё 44 порядка цветковых растений (по Системе APG II) | ещё 44 порядка цветковых растений (по Системе APG II) |                       |  |                                           | ещё 4 рода | ещё 4 рода                    |          |
|  |                                      |  |                                                       | ещё 44 порядка цветковых растений (по Системе APG II) |                       |  |                                           |            | ещё 4 рода                    |          |

### Список видов
- Craniolaria annua L., 1753
- Craniolaria argentina Speg., 1897
- Craniolaria integrifolia Cham., 1832